# アメノオシヒ
アメノオシヒ（アマノオシヒ）は、記紀等に伝わる日本神話の神。
『古事記』・『日本書紀』では「天忍日命（あめのおしひのみこと）」、他文献では「天押日命」や「神狭日命」とも表記される。
大伴氏（大伴連/大伴宿禰）の祖神で、天孫降臨の際にニニギ（瓊瓊杵尊/邇邇芸命）に随伴したと伝わる。

## 系譜
アメノオシヒの系譜について、『古事記』・『日本書紀』に記載はない。
『古語拾遺』や『先代旧事本紀』「神代本紀」では、高皇産霊尊の子とする。なお「神代本紀」では、別名に「神狭日命」の名称を挙げる。
また『新撰姓氏録』では、高皇産霊尊の五世孫または六世孫とする（後述）。大伴連の系図では、高皇産霊尊の四世孫・天石門別安国玉主命が父としている。

## 記録
『古事記』の天孫降臨（ニニギの降臨）の場面では、天忍日命・天津久米命（久米直の祖）の2人が、背に強固な靫を負い、腰に頭椎の大刀を佩き、手に天のはじ弓を持ち、 天の真鹿児矢をたばさんで、天孫の先導をしたとする。
『日本書紀』神代下第九段 一書第四の天孫降臨の場面では、天忍日命は天槵津大来目（来目部遠祖）を率いて、天磐靫を背負い、稜威の高鞆を腕に着け、天梔弓・天羽々矢を手に取り、八目鳴鏑を添え持ち、また頭槌剣を帯びて、天孫の先払いをしたとする。
同様の伝承は『古語拾遺』、『先代旧事本紀』「天神本紀」、『新撰姓氏録』左京神別 天神 大伴宿禰条にも見える。

## 後裔氏族
アメノオシヒについて、『古事記』・『日本書紀』とも大伴連（大伴氏）の祖とする。
また『先代旧事本紀』「神代本紀」・「天神本紀」においても大伴連の祖とし、『古語拾遺』では大伴宿禰の祖とする。
『新撰姓氏録』では、次の氏族が後裔として記載されている。
- 左京神別	 天神 大伴宿禰 - 高皇産霊尊五世孫の天押日命の後。続けて天孫降臨の際の天押日命の伝承を載せる。
- 右京神別	 天神 大伴大田宿禰 - 高魂命六世孫の天押日命の後。
- 右京神別	 天神 佐伯日奉造 - 天押日命十一世孫の談連（大伴談）の後。
- 大和国神別 天神 高志連 - 天押日命十一世孫の大伴室屋大連公の後。
- 河内国神別 天神 家内連 - 高魂命五世孫の天忍日命の後。
- 河内国神別 天神 佐伯首 - 天押日命十一世孫の大伴室屋大連公の後。

大伴氏のカバネは初め「連」であったが、天武天皇13年（684年）の八色の姓制定時に「宿禰」を賜っており、カバネの記載が異なるのはこのことによる。

## 考証
「オシヒ」の名称については、「大し（おし）霊（ひ）」の意とする説や、「オホシヒ」と見て勇壮な意とする説が挙げられている。
大伴氏は歴史的に天皇・宮門の警護や地方平定などに携わった氏族であり、天忍日命の上記説話のほか道臣命や大伴武日・大伴室屋らの説話は、そうした大伴氏の職掌の起源を説明するのが目的とされる。
また『古事記』の伝承では天忍日命・天津久米命が同格で先導を行うが、『日本書紀』・『古語拾遺』の伝承では同格でなく大来目を従えるという異同が存在する。これについて、大伴氏が来目部（久米部）を従えるようになったのち、それが神話に反映されたとする説がある。

## 信仰
現在、アメノオシヒは次の神社などで祭神に祀られている。
- 伴林氏神社 (大阪府藤井寺市)
- 降幡神社（大阪府南河内郡河南町） - 大伴氏支族の居住地といわれる。
- 油日神社（滋賀県甲賀市）
- 矢保佐神社（長崎県壱岐市）
- 上社（三重県伊勢市） - アメノオシヒを「天忍漁人命（あめのおしあまのみこと）」として祀る[6]。
- 大伴神社 (佐久市望月)